# Iffigsee
Iffigsee est un lac alpin près de Lenk, dans le canton de Berne, en Suisse. Le lac est à une altitude de 2065 mètres. Il est situé dans l'Iffigtal, près du col du Rawil. Au sud du lac, se trouve le Wildhorn (3248 mètres), le Niesehorn (2776 mètres) et la cabane Wildhornhutte (2302 mètres) entre les deux. Le lac est accessible aux randonneurs depuis Iffigenalp, depuis le Wildhornhutte ou via le Tungelpass.